# Christian Benteke
Christian Benteke Liolo (sinh ngày 3 tháng 12 năm 1990) là cầu thủ bóng đá người Bỉ thi đấu ở vị trí tiền đạo cho câu lạc bộ D.C. United tại Major League Soccer và Đội tuyển bóng đá quốc gia Bỉ.
Benteke bắt đầu sự nghiệp tại Standard Liège rồi chuyển đến Genk trong mùa giải 2011-12. Trong kỳ chuyển nhượng mùa hè năm 2012, anh trở thành cầu thủ của Aston Villa. Anh thi đấu cho Villa trong ba mùa giải, ghi 42 bàn sau 89 trận tại Premier League và chuyển đến Liverpool với phí chuyển nhượng 32,5 triệu £, tân binh đắt giá thứ hai trong lịch sử Liverpool vào thời điểm đó. Tuy nhiên với chỉ 10 bàn thắng trong mùa giải đầu tiên tại Liverpool, anh đã rời câu lạc bộ này để đến Crystal Palace từ đầu mùa giải 2016–17.
Benteke thi đấu trận đầu cho Đội tuyển bóng đá quốc gia Bỉ vào tháng 5 năm 2010 và là thành viên đội tuyển Bỉ tham dự Euro 2016 và Euro 2020. Anh hiện đang giữ kỷ lục là cầu thủ ghi bàn nhanh nhất lịch sử vòng loại World Cup với bàn thắng ở giây 8,1 trong trận đấu với Gibraltar tại vòng loại World Cup 2018.

## Tuổi thơ
Benteke sinh ra tại Kinshasa ngày 3 tháng 12 năm 1990. Anh và gia đình đã rời khỏi đất nước trong thời kì chế độ độc tài Mobutu và đến tị nạn tại Liège, Bỉ.

## Sự nghiệp câu lạc bộ

### Standard Liège and Genk
Benteke thi đấu tại đội trẻ JS Pierreuse và sau đó là Standard Liège trước khi gia nhập Genk. Anh trở về Standard vào tháng 1 năm 2009. Ngày 7 tháng 8 năn 2009, anh đến KV Kortrijk theo bản hợp đồng cho mượn một năm. Mùa giải tiếp theo, anh được cho mượn tại KV Mechelen như một phần trong vụ chuyển nhượng tiền đạo Aloys Nong, người chuyển đến Standard Liège theo chiều ngược lại. Anh trở về thi đấu cho Genk năm 2011, ghi được 19 bàn sau 37 trận đấu chỉ trong một mùa giải.

### Aston Villa

#### Mùa giải 2012–13
Ngày 31 tháng 8 năm 2012, Benteke gia nhập đội bóng tại Premier League là Aston Villa với phí chuyển nhượng khoảng 7 triệu £ cùng bản hợp đồng có thời hạn bốn năm. Ngày 15 tháng 9 năm 2012, Benteke ghi bàn thắng đầu tiên cho Aston Villa ngay trong trận ra mắt trong chiến thắng 2-0 trước Swansea City khi vào sân thay cho tiền đạo người Áo Andreas Weimann. Sau đó anh ghi bàn thắng duy nhất cho Villa trong trận hòa 1-1 với Norwich City. Benteke tiếp tục có màn ra mắt thành công tại League Cup với cú đúp trong chiến thắng 3-2 trước Swindon Town. Chuỗi trận ra mắt ấn tượng của anh tại môi trường bóng đá Anh được kéo dài bằng bàn thắng đem về chiến thắng 1-0 trước Reading tại sân nhà Villa Park ngày 27 tháng 11.
Ngày 15 tháng 12, Benteke lập cú đúp và còn có một pha kiến tạo trong chiến thắng bất ngờ 3-1 trước Liverpool ngay tại Anfield. Huấn luyện viên Aston Villa Paul Lambert khen tặng Benteke "bạn không biết phải nói gì nữa về chàng trai ấy, ngoài chuyện cậu ấy trẻ và tài năng như thế nào".
Sau khi không ghi bàn trong ba trận, Benteke ghi bàn trở lại ngay trong trận đấu đầu tiên của Villa năm 2013 với Swansea City. Bàn thắng thứ 10 của anh trong mùa giải là một cú sút xa đẹp mắt trong trận hòa 2-2 với West Bromwich Albion. Bàn thắng này của anh sau đó đã được bình chọn là bàn thắng đẹp nhất tháng 1. Tại League Cup, bàn thắng của anh trong trận đấu với Bradford City không đủ để đưa Villa vào chung kết do để thua chung cuộc 3-4. Anh có bàn thắng thứ 15 trên mọi giải đấu với quả phạt đền thành công trong chiến thắng 2-1 trước West Ham United ngày 10 tháng 2 năm 2013. Đây cũng là chiến thắng đầu tiên tại Premier League của Villa sau chuỗi 8 trận đấu chỉ toàn hòa và thua.

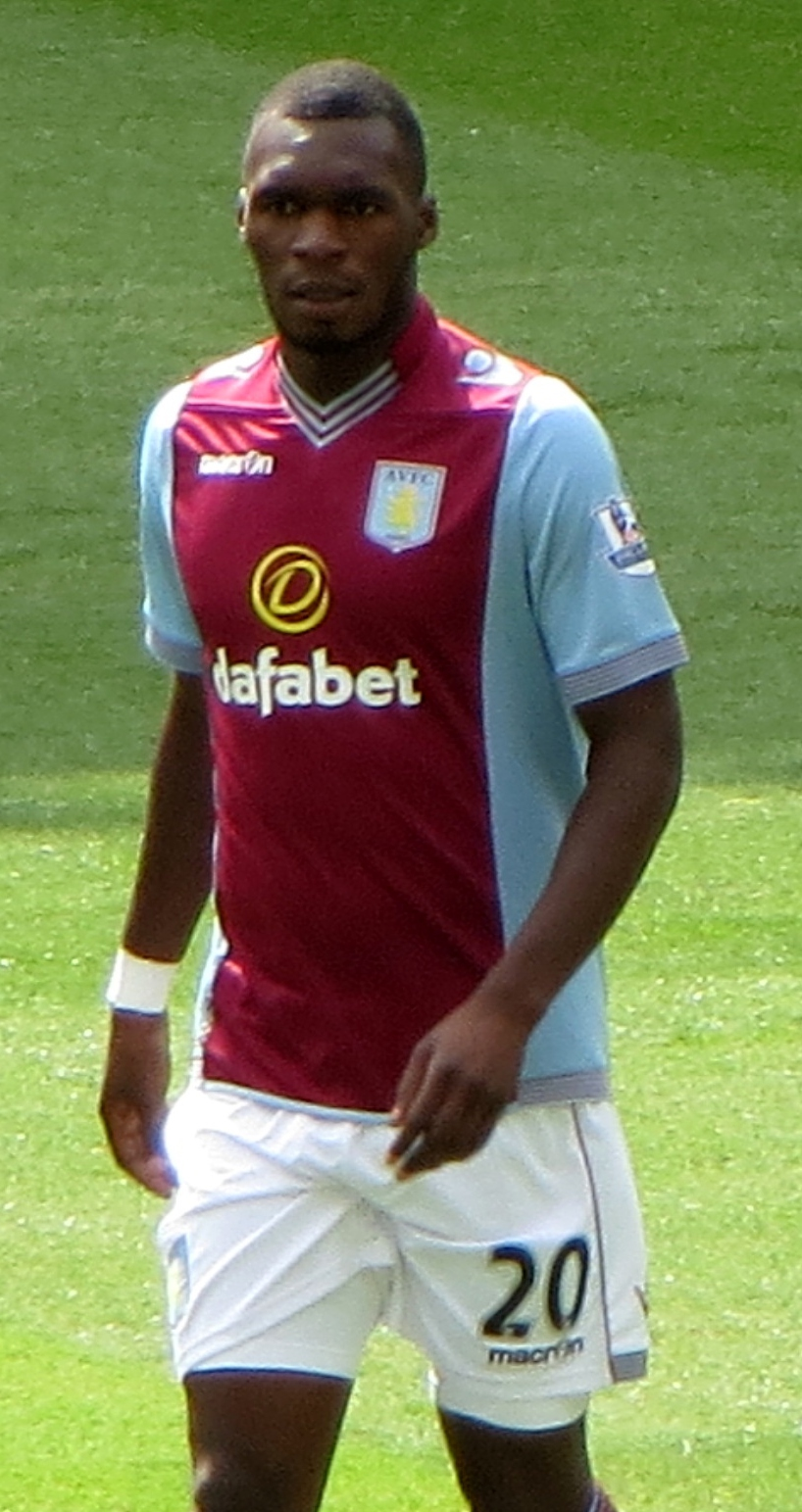
Benteke trong màu áo Aston Villa năm 2013.

Benteke ghi bàn thứ 100 của Aston Villa tại Premier League đem về chiến thắng quan trọng 2–1 trước Reading. Một tuần sau đó, anh tiếp tục ghi bàn thắng ấn định chiến thắng 3–2 trước Queens Park Rangers. Benteke được đề cử danh hiệu PFA Young Player of the Year và sau cùng đã về vị trí thứ hai sau Gareth Bale. Ngày 29 tháng 4, Benteke lập được một hat-trick cho Villa trong chiến thắng 6-1 trước Sunderland, giúp anh phá vỡ kỷ lục ghi bàn của Dwight Yorke tại Premier League (18) và có hơn 20 bàn thắng trên mọi mặt trận, trở thành cầu thủ Villa đầu tiên làm được điều này sau Juan Pablo Ángel ở mùa giải 2003-04.
Ngày 11 tháng 5, Benteke ghi bàn thắng cuối cùng của mùa giải trong trận thua 1-2 trước Chelsea và sau đó bị truất quyền thi đấu. Benteke kết thúc mùa giải với tổng cộng 19 bàn tại Premier League và 23 bàn thắng trên tất cả các mặt trận.

#### Mùa giải 2013–14
Trước mùa giải 2013-14 đã có nhiều nguồn tin Benteke sẽ chuyển đến một câu lạc bộ khác nhưng vào ngày 19 tháng 7 năm 2013, Benteke đã rút lại yêu cầu xin được chuyển nhượng sau khi nói chuyện với huấn luyện viên Paul Lambert và đồng ý ký tiếp hợp đồng bốn năm với Villa.
Ngày 17 tháng 8 năm 2013, Benteke lập được cú đúp ngay trong trận đấu mở màn Premier League 2013-14, giúp Villa giành chiến thắng 3-1 đầy bất ngờ trước Arsenal. Bốn ngày sau, anh lại ghi bàn vào lưới một đội bóng lớn khác là Chelsea nhưng Villa để thua chung cuộc 2-1. Tại vòng 2 League Cup, anh ghi bàn giúp Villa đánh bại Rotherham United 3–0. Phong độ cao của Benteke đầu mùa giải được tiếp nối bằng bàn thắng trong trận thua Newcastle United, bàn thắng thứ 5 sau 4 trận đầu mùa của anh. Tuy nhiên, chấn thương gặp phải trong trận đấu với Norwich City sau đó đã khiến anh theo dự tính phải nghỉ thi đấu trong sáu tuần. Anh chính thức trở lại từ ngày 20 tháng 10 trong trận thua 2-0 trước Totteham Hotspur.
Phong độ sa sút do chấn thương khiến cho Benteke không thể ghi bàn trong 12 trận cho đến tận ngày 13 tháng 1 năm 2014 với bàn thắng trong trận thua Arsenal 1–2. Một tuần sau, anh ghi bàn trong trận hòa 2-2 với Liverpool và sau đó là chiến thắng 4-3 trước West Bromwich Albion. Trong suốt tháng 2, Benteke không ghi được bàn nào nhưng vào ngày 1 tháng 3, anh có cú đúp vào lưới Norwich City chỉ trong vòng ba phút, để chung cuộc Villa thắng 4-1.
Ngày 3 tháng 4 năm 2014, Benteke bị đứt gân gót Achilles trong khi tập luyện khiến anh phải nghỉ thi đấu hết phần còn lại của mùa giải và mất luôn cơ hội tham dự World Cup 2014.

#### Mùa giải 2014-15
Sau sáu tháng chấn thương, Benteke chính thức trở lại vào ngày 4 tháng 10 năm 2014 trong trận thua Manchester City 2-0. Một tháng sau đó, anh đã bị trọng tài Neil Swarbrick rút thẻ đỏ trực tiếp do có hành vi đánh vào mặt cầu thủ Tottenham Hotspur Ryan Mason khiến Villa thua ngược 2–1 sau đó. Đầu tháng 12 năm 2014, anh mới có bàn thắng đầu tiên kể từ khi trở lại sau chấn thương, đem về chiến thắng 1-0 cho Villa trước Crystal Palace.
Anh có bàn thắng thứ hai trong mùa giải với bàn mở tỉ số trong trận hòa 1-1 với Manchester United tại Villa Park. Phải đến tháng 3 năm 2015, anh mới có bàn thắng kế tiếp, bàn thắng từ chấm phạt đền ở phút 94 mang về 3 điểm quý giá cho Villa trong trận derby miền Trung nước Anh với West Bromwich Albion. Ngày 7 tháng 4, anh lập hat-trick trong trận hòa 3-3 với Queens Park Rangers, để có được phong độ ấn tượng 7 bàn sau 5 trận đấu kể từ khi huấn luyện viên Tim Sherwood lên nắm quyền. Bốn ngày sau đó, Benteke ghi bàn thắng duy nhất trong trận đấu với Tottenham, giúp Villa leo lên vị trí 15 trên bảng xếp hạng với 32 điểm, nới rộng khoảng cách với nhóm phải xuống hạng lên 6 điểm.
Ngày 19 tháng 4, anh ghi bàn thắng gỡ hòa cho Villa để sau đó đội bóng của anh lội ngược dòng đánh bại Liverpool 2-1 để lần đầu tiên sau 15 năm có mặt tại trận chung kết cúp FA (nhưng sau đó để thua Arsenal 4-0). Ngày 2 tháng 5, anh lập cú đúp đem về chiến thắng 3-2 trước Everton, bàn thắng thứ 11 trong 9 trận kể từ khi Tim Sherwood trở thành tân huấn luyện viên của Villa. Thành tích ghi bàn ấn tượng giúp anh trở thành cầu thủ xuất sắc nhất trong tháng của Giải bóng đá ngoại hạng Anh trong tháng 4 năm 2015.
Benteke thi đấu trọn vẹn 90 phút trận Chung kết Cúp FA 2015, nơi Villa đã bị Arsenal đánh bại với tỉ số 4-0. Đây cũng là trận đấu thứ 101, trận đấu cuối cùng của anh cho Aston Villa sau ba mùa giải với thành tích 49 bàn thắng, trong đó có 42 bàn tại Premier League.

### Liverpool
Ngày 22 tháng 7 năm 2015, Benteke chính thức trở thành tân binh của Liverpool với phí chuyển nhượng 32,5 triệu £, giúp anh trở thành cầu thủ có giá trị chuyển nhượng cao thứ hai trong lịch sử câu lạc bộ. Ngày 2 tháng 8, anh có trận ra mắt cho Liverpool trong trận giao hữu với Swindon Town và đã ghi bàn trong chiến thắng 2-1.

#### Mùa giải 2015–16
Ngày 9 tháng 8, anh có trận đấu chính thức đầu tiên cho Liverpool trong chiến thắng 1-0 trước Stoke City tại vòng 1 Premier League 2015-16. Một tuần sau đó, anh có bàn thắng đầu tiên tại Premier League trong màu áo mới, bàn thắng duy nhất trong trận đấu với Bournemouth. Ngày 12 tháng 9, trong trận thua 1-3 của Liverpool trước Manchester United, Benteke ghi được một bàn thắng tuyệt đẹp bằng một pha dứt điểm theo kiểu xe đạp chổng ngược.
Sau một vài trận phải nghi đấu vì chấn thương, anh đã lập công trong hai trận liên tiếp sau khi vào sân từ băng ghế dự bị vào ngày 25 và 31 tháng 10: trận hòa 1–1 với Southampton và chiến thắng 3-1 trước Chelsea. Ngày 26 tháng 12, anh vào sân thay cho người đồng hương Divock Origi đã ghi bàn thắng duy nhất trong trận đấu với đội đầu bảng Leicester City, chấm dứt chuỗi 9 trận bất bại của đội bóng này.
Ngày 8 tháng 1 năm 2016, Benteke được chọn làm đội trưởng của Liverpool trong trận đấu vòng ba cúp FA với Exeter City. Ngày 11 tháng 5 năm 2016, Benteke có bàn thắng thứ 10 trong mùa giải với pha ghi bàn gỡ hòa 1-1 ở phút 92 trận đấu với Chelsea. Kết thúc mùa giải 2015-16, Benteke có được 10 bàn thắng sau 42 trận cho Liverpool.

### Crystal Palace

#### Mùa giải 2016–17
Ngày 20 tháng 8 năm 2016, Benteke chuyển đến Crystal Palace theo bản hợp đồng bốn năm với phí chuyển nhượng 27 triệu £ cộng thêm với 5 triệu £ tùy vào thành tích của Benteke. Ba ngày sau đó, anh có trận đấu đầu tiên cho Palace trong chiến thắng 2-0 trước Blackpool tại Cúp Liên đoàn Anh.
Ngày 10 tháng 9 năm 2016, Benteke ghi bàn thắng đầu tiên trong màu áo Palace, đem về chiến thắng 2-1 trước Middlesbrough. Hai tuần sau đó, pha đánh đầu ghi bàn ở phút thứ 94 của anh đã giúp Palace lội ngược dòng thành công 3-2 trước Sunderland sau khi đã bị dẫn trước 2-0. Ngày 3 tháng 12 (sinh nhật của Benteke), anh lập cú đúp trong chiến thắng 3-0 trước Southampton, chấm dứt chuỗi 6 trận thua liên tiếp của Palace. Một tuần sau, anh ghi bàn gỡ hòa 1-1 cho Palace trong trận cầu 6 bàn thắng chia đều giữa Palace và Hull City.
Ngày 17 tháng 1 năm 2017, Benteke có cú đúp trong trận đá lại vòng 3 Cúp FA 2016-17 thắng Bolton 2-1. Ngày 31 tháng 1, bàn ấn định tỷ số 2-0 của anh trước AFC Bournemouth giúp tân huấn luyện viên của Palace là Sam Allardyce có chiến thắng đầu tiên với đội bóng này tại Ngoại hạng Anh. Ngày 1 tháng 4, Palace đánh bại đội đầu bảng Chelsea 2-1 với pha lập công ấn định tỷ số thuộc về Benteke. Ngày 23 tháng 4, anh trở lại Anfield tiếp đón đội bóng cũ Liverpool và có hai bàn thắng giúp Palace có chiến thắng 2–1. Anh ghi được 15 bàn thắng tại Premier League 2016-17 và 17 bàn thắng trên mọi đấu trường.

#### Mùa giải 2020-21
Ngày 6 tháng 12 năm 2020, Benteke lập cú đúp trong chiến thắng 5-1 trước West Bromwich Albion trên sân khách. Mười ngày sau đó, anh lập công gỡ hòa 1-1 ở phút thứ 34 trận đấu với West Ham United trước khi bị truất quyền thi đấu vì thẻ vàng thứ hai ở phút 70. Ngày 22 tháng 2 năm 2021, anh có cú vô-lê đem về chiến thắng 2-1 cho Palace ở phút 90+5 trận đấu với đối thủ cạnh tranh suất chống xuống hạng là Brighton & Hove Albion.
Ngày 8 tháng 5, Palace chính thức trụ hạng Premier League với chiến thắng 2-0 trước Sheffield United và Benteke là người mở tỉ số ngay phút thứ 2. Sau một mùa giải thành công với 10 bàn thắng tại Premier League 2020-21 cho Palace, Benteke được đội bóng này gia hạn hợp đồng thêm hai năm đến hết mùa giải 2022-23.

## Sự nghiệp đội tuyển quốc gia

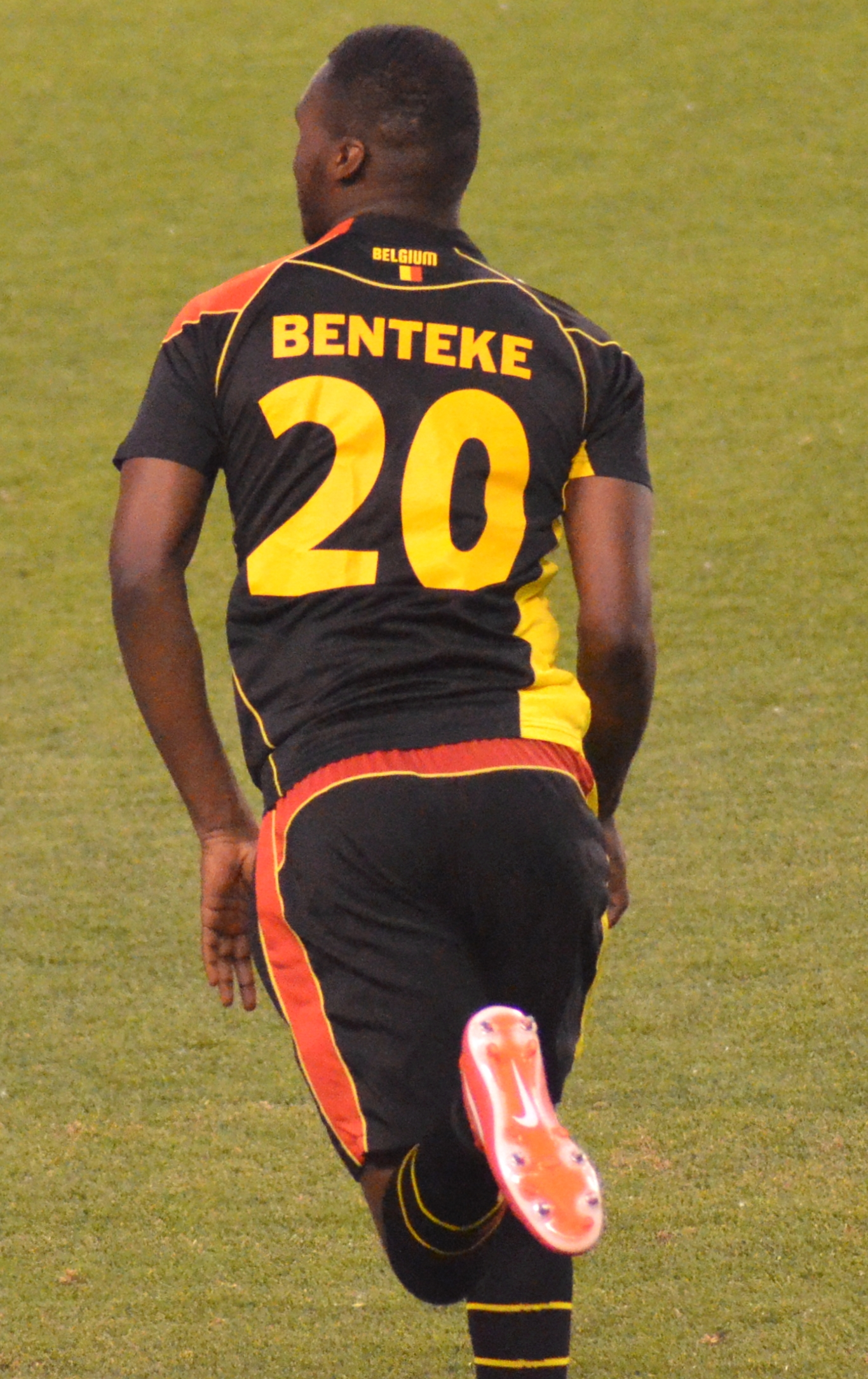
Benteke thi đấu cho đội tuyển Bỉ năm 2013

Benteke là thành viên đội tuyển bóng đá U-17 Bỉ tham dự Giải vô địch bóng đá U-17 thế giới 2007 tại Hàn Quốc. Giải đấu này anh thi đấu ba trận và ghi được một bàn thắng.
Ngày 19 tháng 5 năm 2010, anh có trận đấu đầu tiên cho Đội tuyển bóng đá quốc gia Bỉ trong trận giao hữu với Bulgaria tại Brussels sau khi huấn luyện viên cũ của anh tại Kortrijk là Georges Leekens trở thành huấn luyện viên trưởng đội tuyển nước này. Ngày 15 tháng 8 năm 2012, anh ghi được bàn thắng đầu tiên cho đội tuyển Bỉ trong chiến thắng 4-2 trước Hà Lan ở lần thứ năm khoác áo đội tuyển.
Tại Vòng loại World Cup 2014, anh ghi hai bàn trong bảy trận đấu cho đội tuyển Bỉ nhưng bỏ lỡ cơ hội tham dự World Cup 2014 do đứt gân gót Achilles. Anh trở lại đội hình đội tuyển Bỉ sau chấn thương tại vòng loại Euro 2016 và ghi được bàn thắng quốc tế đầu tiên sau gần hai năm trong trận thắng 5–0 trước Síp ngày 28 tháng 3 năm 2015.
Benteke sau đó có tên trong đội hình đội tuyển Bỉ tham dự Euro 2016 tại Pháp. Tại giải đấu này, anh được vào sân trong hai trận vòng bảng với Cộng hòa Ireland và Thụy Điển (đều thay cho Romelu Lukaku ở những phút cuối trận đấu). Bỉ bị loại ở tứ kết sau trận thua trước Wales.
Ngày 10 tháng 10 năm 2016, Benteke trở thành cầu thủ ghi bàn nhanh nhất lịch sử vòng loại World Cup với bàn thắng ở giây 8,1 trong chiến thắng 6-0 trước Gibraltar tại vòng loại World Cup 2018. Trong trận này, anh cũng lập được hat-trick đầu tiên trong màu áo đội tuyển quốc gia.
Ngày 17 tháng 5 năm 2021, Benteke có tên trong đội hình 26 tuyển thủ Bỉ tham dự Euro 2020. Anh chỉ có một lần xuất hiện tại giải đấu này trong trận đấu cuối cùng vòng bảng với Phần Lan.

## Thống kê sự nghiệp

### Sự nghiệp câu lạc bộ
Tính đến ngày 13 tháng 3 năm 2021
| Câu lạc bộ          | Mùa giải            | Giải quốc nội           | Giải quốc nội | Giải quốc nội | Cup  | Cup | League Cup | League Cup | Khác | Khác | Tổng cộng | Tổng cộng |
| Câu lạc bộ          | Mùa giải            | Hạng đấu                | Trận          | Bàn           | Trận | Bàn | Trận       | Bàn        | Trận | Bàn  | Trận      | Bàn       |
| ------------------- | ------------------- | ----------------------- | ------------- | ------------- | ---- | --- | ---------- | ---------- | ---- | ---- | --------- | --------- |
| Genk                | 2007–08             | Giải vô địch bóng đá Bỉ | 7             | 1             | 0    | 0   | —          | —          | 0    | 0    | 7         | 1         |
| Genk                | 2008–09             | Giải vô địch bóng đá Bỉ | 3             | 0             | 0    | 0   | —          | —          | 0    | 0    | 3         | 0         |
| Genk                | Tổng cộng           | Tổng cộng               | 10            | 1             | 0    | 0   | —          | —          | 0    | 0    | 10        | 1         |
| Standard Liège      | 2008–09             | Giải vô địch bóng đá Bỉ | 9             | 3             | 0    | 0   | —          | —          | 2    | 0    | 11        | 3         |
| Standard Liège      | 2009–10             | Giải vô địch bóng đá Bỉ | 5             | 0             | 0    | 0   | —          | —          | 0    | 0    | 5         | 0         |
| Standard Liège      | 2010–11             | Giải vô địch bóng đá Bỉ | 4             | 1             | 0    | 0   | —          | —          | 5    | 0    | 9         | 1         |
| Standard Liège      | Tổng cộng           | Tổng cộng               | 18            | 4             | 0    | 0   | —          | —          | 7    | 0    | 25        | 4         |
| Kortrijk (mượn)     | 2009–10             | Giải vô địch bóng đá Bỉ | 34            | 14            | 4    | 2   | —          | —          | 0    | 0    | 38        | 16        |
| Mechelen (mượn)     | 2010–11             | Giải vô địch bóng đá Bỉ | 18            | 6             | 2    | 1   | —          | —          | 0    | 0    | 20        | 7         |
| Genk                | 2011–12             | Giải vô địch bóng đá Bỉ | 32            | 16            | 1    | 0   | —          | —          | 0    | 0    | 33        | 16        |
| Genk                | 2012–13             | Giải vô địch bóng đá Bỉ | 5             | 3             | 0    | 0   | —          | —          | 3    | 1    | 8         | 4         |
| Genk                | Tổng cộng           | Tổng cộng               | 37            | 19            | 1    | 0   | —          | —          | 3    | 1    | 41        | 20        |
| Aston Villa         | 2012–13             | Premier League          | 34            | 19            | 0    | 0   | 5          | 4          | 0    | 0    | 39        | 23        |
| Aston Villa         | 2013–14             | Premier League          | 26            | 10            | 1    | 0   | 1          | 1          | 0    | 0    | 28        | 11        |
| Aston Villa         | 2014–15             | Premier League          | 28            | 13            | 5    | 2   | 0          | 0          | 0    | 0    | 33        | 15        |
| Aston Villa         | Tổng cộng           | Tổng cộng               | 88            | 42            | 6    | 2   | 6          | 5          | 0    | 0    | 100       | 49        |
| Liverpool           | 2015–16             | Premier League          | 29            | 9             | 4    | 0   | 2          | 0          | 7    | 1    | 42        | 10        |
| Crystal Palace      | 2016–17             | Premier League          | 36            | 15            | 2    | 2   | 2          | 0          | 0    | 0    | 40        | 17        |
| Crystal Palace      | 2017–18             | Premier League          | 30            | 3             | 0    | 0   | 0          | 0          | 0    | 0    | 30        | 3         |
| Crystal Palace      | 2018–19             | Premier League          | 16            | 1             | 3    | 0   | 0          | 0          | 0    | 0    | 19        | 1         |
| Crystal Palace      | 2019–20             | Premier League          | 24            | 2             | 0    | 0   | 1          | 0          | 0    | 0    | 25        | 2         |
| Crystal Palace      | 2020–21             | Premier League          | 22            | 5             | 1    | 0   | 0          | 0          | —    | —    | 23        | 5         |
| Crystal Palace      | Tổng cộng           | Tổng cộng               | 129           | 26            | 6    | 2   | 3          | 0          | —    | —    | 138       | 28        |
| Tổng cộng sự nghiệp | Tổng cộng sự nghiệp | Tổng cộng sự nghiệp     | 364           | 120           | 23   | 7   | 11         | 5          | 17   | 2    | 414       | 134       |

### Đội tuyển quốc gia
Tính đến 29 tháng 3 năm 2022.
| Đội tuyển quốc gia | Năm       | Số lần ra sân | Số bàn thắng |
| ------------------ | --------- | ------------- | ------------ |
| Bỉ                 | 2010      | 3             | 0            |
| Bỉ                 | 2012      | 5             | 4            |
| Bỉ                 | 2013      | 8             | 2            |
| Bỉ                 | 2014      | 3             | 0            |
| Bỉ                 | 2015      | 5             | 1            |
| Bỉ                 | 2016      | 6             | 3            |
| Bỉ                 | 2017      | 1             | 2            |
| Bỉ                 | 2019      | 6             | 3            |
| Bỉ                 | 2020      | 1             | 0            |
| Bỉ                 | 2021      | 5             | 2            |
| Bỉ                 | 2022      | 2             | 1            |
| Tổng cộng          | Tổng cộng | 45            | 18           |

### Bàn thắng cho đội tuyển quốc gia
| #   | Ngày                 | Địa điểm                                     | Đối thủ      | Bàn thắng | Kết quả | Giải đấu                 |
| --- | -------------------- | -------------------------------------------- | ------------ | --------- | ------- | ------------------------ |
| 1.  | 15 tháng 8 năm 2012  | Sân vận động Nhà vua Baudouin, Brussels, Bỉ  | Hà Lan       | 1–0       | 4–2     | Giao hữu                 |
| 2.  | 12 tháng 10 năm 2012 | Sân vận động Crvena Zvezda, Belgrade, Serbia | Serbia       | 1–0       | 3–0     | Vòng loại World Cup 2014 |
| 3.  | 16 tháng 10 năm 2012 | Sân vận động Nhà vua Baudouin, Brussels. Bỉ  | Scotland     | 1–0       | 2–0     | Vòng loại World Cup 2014 |
| 4.  | 14 tháng 11 năm 2012 | Sân vận động Nhà vua Baudouin, Brussels. Bỉ  | România      | 1–0       | 1–2     | Giao hữu                 |
| 5.  | 29 tháng 5 năm 2013  | Sân vận động FirstEnergy, Cleveland, Hoa Kỳ  | Hoa Kỳ       | 2–1       | 4–2     | Giao hữu                 |
| 6.  | 29 tháng 5 năm 2013  | Sân vận động FirstEnergy, Cleveland, Hoa Kỳ  | Hoa Kỳ       | 4–1       | 4–2     | Giao hữu                 |
| 7.  | 28 tháng 3 năm 2015  | Sân vận động Nhà vua Baudouin, Brussels. Bỉ  | Síp          | 2–0       | 5–0     | Vòng loại Euro 2016      |
| 8.  | 10 tháng 10 năm 2016 | Sân vận động Algarve, Faro/Loulé, Bồ Đào Nha | Gibraltar    | 1–0       | 6–0     | Vòng loại World Cup 2018 |
| 9.  | 10 tháng 10 năm 2016 | Sân vận động Algarve, Faro/Loulé, Bồ Đào Nha | Gibraltar    | 3–0       | 6–0     | Vòng loại World Cup 2018 |
| 10. | 10 tháng 10 năm 2016 | Sân vận động Algarve, Faro/Loulé, Bồ Đào Nha | Gibraltar    | 5–0       | 6–0     | Vòng loại World Cup 2018 |
| 11. | 28 tháng 3 năm 2017  | Sân vận động Olympic Fisht, Sochi, Nga       | Nga          | 2–1       | 3–3     | Giao hữu                 |
| 12. | 28 tháng 3 năm 2017  | Sân vận động Olympic Fisht, Sochi, Nga       | Nga          | 3–1       | 3–3     | Giao hữu                 |
| 13. | 10 tháng 10 năm 2019 | Sân vận động Nhà vua Baudouin, Brussels, Bỉ  | San Marino   | 7–0       | 9–0     | Vòng loại Euro 2020      |
| 14. | 19 tháng 11 năm 2019 | Sân vận động Nhà vua Baudouin, Brussels, Bỉ  | Síp          | 1–1       | 6–1     | Vòng loại Euro 2020      |
| 15. | 19 tháng 11 năm 2019 | Sân vận động Nhà vua Baudouin, Brussels, Bỉ  | Síp          | 6–1       | 6–1     | Vòng loại Euro 2020      |
| 16. | 30 tháng 3 năm 2021  | Den Dreef, Leuven, Bỉ                        | Belarus      | 8–0       | 8–0     | Vòng loại World Cup 2022 |
| 17. | 13 tháng 11 năm 2021 | Sân vận động Nhà vua Baudouin, Brussels, Bỉ  | Estonia      | 1–0       | 3–1     | Vòng loại World Cup 2022 |
| 18. | 29 tháng 3 năm 2022  | Lotto Park, Anderlecht, Bỉ                   | Burkina Faso | 3–0       | 3–0     | Giao hữu                 |

## Danh hiệu

### Câu lạc bộ
Standard Liège
- Giải bóng đá vô địch quốc gia Bỉ (1): 2008–09

### Cá nhân
- Cầu thủ xuất sắc nhất trong tháng của Giải bóng đá ngoại hạng Anh: Tháng 4 năm 2015